# Chiesa di San Frediano (Molazzana)
La chiesa di San Frediano è un edificio sacro che si trova in località Sassi a Molazzana.

## Descrizione
Per la conformazione scoscesa del terreno, la chiesa presenta un impianto atipico specie nella parte absidale, con un'alta muraglia priva di aperture che suggerisce l'idea di un edificio fortificato.
La facciata intonacata, sulla quale si aprono tre porte sormontate ciascuna da un oculo, in anni recenti è stata restaurata. L'interno ha un'unica navata divisa in tre aree: per i fedeli, per il presbiterio, come piccola sagrestia nella zona absidale. Il tetto è sorretto da tre archi e da volte, il soffitto del 1788 è in legno intagliato e dipinto.
Gli altari settecenteschi sono in legno intagliato e dietro a quello maggiore è appesa un'ancona in cui compaiono dipinti i Santi Pietro e Lucia e scolpito quello titolare.